# Svein-Erik Stiansen
Svein-Erik Stiansen (6 mei 1942) is een voormalig schaatser uit Noorwegen. Stiansen was actief in de jaren zestig. Zijn favoriete afstand was de 1500 meter. Hij was tweemaal allround kampioen van Noorwegen, in 1966 en 1967. In 1968 (OS Grenoble) en 1972 (OS Sapporo) nam hij deel voor Noorwegen aan de Olympische Winterspelen.
Stiansen is de vader van alpineskiër Tom Stiansen, die in 1997 wereldkampioen slalom werd.

## Records

### Persoonlijke records
| Afstand      | Tijd    | Datum            | Baan                 |
| ------------ | ------- | ---------------- | -------------------- |
| 500 meter    | 42,5    | 26 februari 1972 | Gol                  |
| 1000 meter   | 1.20,7  | 5 maart 1970     | Inzell               |
| 1500 meter   | 2.05,2  | 15 januari 1972  | Davos                |
| 3000 meter   | 4.21,8  | 28 januari 1969  | Cortina d'Ampezzo    |
| 5000 meter   | 7.27,6  | 13 januari 1968  | Madonna di Campiglio |
| 10.000 meter | 15.41,6 | 26 januari 1969  | Inzell               |

### Wereldrecords
| Nr. | Afstand        | Tijd    | Datum           | Baan                 |
| --- | -------------- | ------- | --------------- | -------------------- |
| 1.  | Grote vierkamp | 176,982 | 13 januari 1968 | Madonna di Campiglio |

## Resultaten
| Jaar | EK Allround | WK Allround | Olympische Spelen  |
| ---- | ----------- | ----------- | ------------------ |
| 1962 |             | NC18        |                    |
| 1964 | 16e         |             |                    |
| 1966 | 7e          | 5e          |                    |
| 1967 | 5e          | 5e          |                    |
| 1968 | 9e          | 12e         | 7e 1500m 12e 5000m |
| 1969 | 9e          | 10e         |                    |
| 1972 |             |             | 11e 1500m          |

NC# = niet gekwalificeerd voor de laatste afstand, maar wel als # geklasseerd in de eindrangschikking